# 21605 Reynoso
21605 Reynoso è un asteroide della fascia principale. Scoperto nel 1999, presenta un'orbita caratterizzata da un semiasse maggiore pari a 3,0605769 UA e da un'eccentricità di 0,1090283, inclinata di 10,86589° rispetto all'eclittica.